# Podolepis davisiana
Podolepis davisiana là một loài thực vật có hoa trong họ Cúc. Loài này được D.A.Cooke miêu tả khoa học đầu tiên năm 1985.